# 1710 у літературі

## Події
- В Парижі маркіза де Ламбер відкриває свій літературний салон.

## Книги

### Нехудожні
- «Конституція Пилипа Орлика» — перша українська конституція.
- «Розвідки про Теодицею на Благо Боже, свободу людини і походження зла» — праця Вільгельма Ляйбніца.

## Народились
- 26 квітня — Томас Рід, шотландський філософ, сучасник і критик Девіда Юма.
- 13 листопада — Фавар Шарль, французький драматург.

## Померли
- 16 лютого — Еспрі Флеш'є, французький проповідник і письменник.